# Old Mutual
Old Mutual plc (LSE: OML) es un grupo internacional en el mercado del ahorro a largo plazo; sus negocios incluyen seguros, banca y gestión de activos. Establecido en 1845 en Sudáfrica, ahora es una compañía listada en el índice FTSE 100, y sus operaciones están presentes en 33 países. Su filial en Sudáfrica es la segunda empresa de África, por detrás de la compañía petrolera argelina Sonatrach.

## Historia

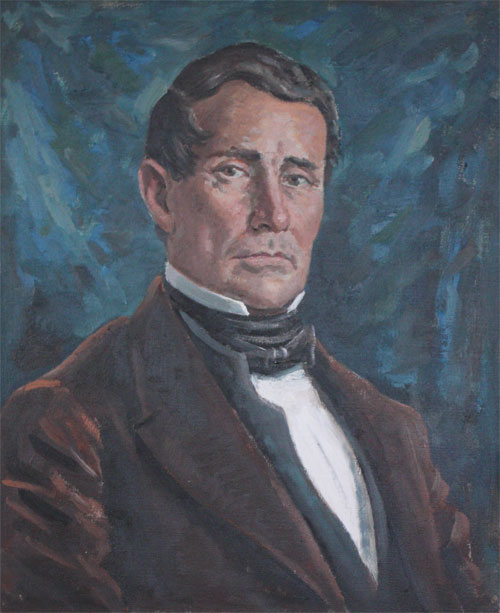
John Fairbairn, fundador y primer presidente.

La compañía fue fundada como mutua aseguradora en 1845 por John Fairbairn, conjuntamente con varias otras figuras prominentes de Ciudad del Cabo como el político liberal Saul Solomon. El nombre original fue el de "La Sociedad Mutua Aseguradora de Vida del Cabo de Buena Esperanza" (The Mutual Life Assurance Society of the Cape of Good Hope) y se convirtió en "La Sociedad Mutua Aseguradora de Vida de Sudáfrica" (The South Africa Mutual Life Assurance Society) en 1885.
En 1939 se abrió la oficina art decó de Old Mutual en la calle Darling (Ciudad del Cabo) como Edificio Mutual (en afrikáans: Mutual Gebou) que después fue convertida en la zona residencial conocida como "edificios de altura Mutual" (Mutual Heights). En 1956 Old Mutual relocalizó su sede central al Mutualpark en Pinelands (Ciudad del Cabo), que fue el mayor bloque de oficinas del hemisferio sur en ese tiempo.
En 1970 Old Mutual adquirió una participación mayoritaria en la entidad de nueva formación Mutual & Federal, y posteriormente adquirió el resto de las acciones en 2010.
En 1973 Old Mutual adquirió una participación de Nedcor Bank (renombrado Nedbank Group en 2005).
En 1997 y 1998 adquirió las entidades de corretaje en bolsa Capel-Cure Myres y Albert E. Sharpe respectivamente que fusionó para formar Capel-Cure Sharp.
En 1999 fue desmutualizada y la empresa fue listada en las bolsas de Londres, Johannesburgo, Zimbabue, Malawi y Namibia como Old Mutual. Old Mutual estableció su sede oficial en Londres.
En 2000 compró el Gerrard Group, una entidad de servicios financieros, por
$857 millones. Capel-Cure Sharp subsecuentemente fue fusionada con Greig Middleton, el negocio de clientes privados de Gerrard Group. Old Mutual vendió Gerrard al Barclays Bank PLC en 2003.
En 2000 Old Mutual adquirió United Asset Management, con base en Boston, por US$1.460 millones en efectivo y asumió la deuda de UAM de alrededor de US$769 millones, adquiriendo así un gran y diversificado gestor de activos norteamericano. Entre los holdings de UAM se encontraban los Fondos PBHG de Pilgrim Baxter & Associates. Estos fondos se enfrentaron a cargos por parte de la SEC y el Ministerio Público del Estado de Nueva York. Estos fondos PBHG fueron absorbidos por el Grupo de Fondos de Old Mutual.
En 2005, Mike Levett se jubiló como director y fue sucedido por Christopher Collins. Un programa de apoyo de los trabajadores de color discriminados durante el periodo de apartheid (Black Economic Empowerment) fue introducido en Old Mutual Sudáfrica, Nedbank y Mutual & Federal en 2005.
En 2006 Old Mutual adquirió la aseguradora sueca, Skandia, por un acuerdo de $6500 millones, proporcionando negocio adicional en el Reino Unido, diferentes otros países en Europa, Latinoamérica, Extremo Oriente y Australia (donde existe Old Mutual desde entonces). Old Mutual también anunció un programa de apoyo a los trabajadores de color en Namibia.
En 2010, Patrick O'Sullivan se convirtió en director de Old Mutual plc, sucediendo a Christopher Collins. En 2011 Old Mutual vendió US Life a Harbinger Group Inc.

## Operaciones

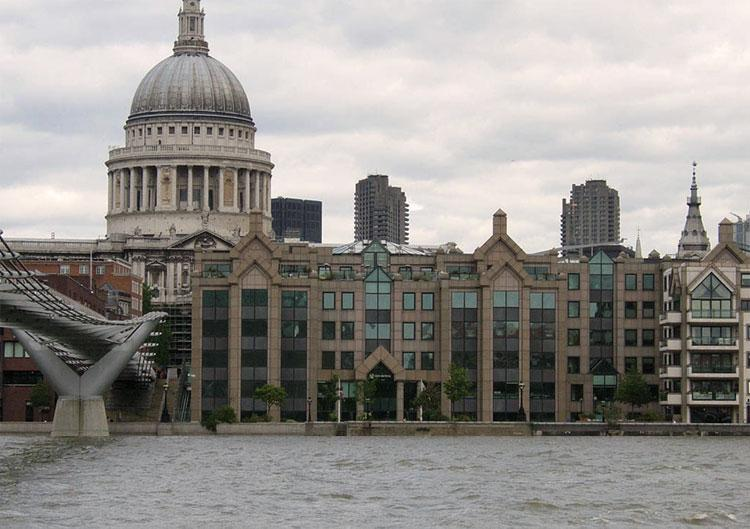
Sede central de Old Mutual en Londres.

Las principales operaciones de Old Mutual están en las siguientes geografías:

### Ahorro a largo plazo (Sur de África, Europa, Colombia, México, India y China)
La división de Ahorro a Largo Plazo está compuesta por cinco negocios principales:
1. Mercados emergentes – Old Mutual Sudáfrica, Namibia, Kenia, Malawi, Suazilandia, Zimbabue, India, China, Colombia y México
2. Nórdicos – Suecia, Noruega y Dinamarca
3. Europa minorista – Polonia, Austria, Alemania y Suiza
4. Gestión de Patrimonios – Skandia (Reino Unido), Skandia Investment Group (SIG), Skandia International, Skandia Link (Francia), Skandia Vita (Italia) y España

### Gestión de Activos EE.UU
Opera una modelo multiservicio ofreciendo a clientes institucionales acceso a gestores de activos empresariales.

### Banca (Sur de África)
Nedbank (55% en propiedad) es uno de los cuatro mayores grupo bancarios de Sudáfrica.

### Seguros a corto plazo (Sur de África)
Mutual & Federal provee servicios aseguradores en Sudáfrica a los mercados corporativos, comercial y personal.

### Mercados abandonados
El negocio de seguros de vida offshore en Bermuda, está ahora cerrado a nuevos negocios.
Old Mutual anteriormente poseía negocios en Australia, Chile, Hong Kong y Portugal antes de abandonar estos mercados.

## Administración
El Jefe Ejecutivo, el director Financiero del Grupo y otros seis miembros constituyen el Grupo Ejecutivo. El Comité se reúne regularmente para dirigir los asuntos estratégicos, para revisar el progreso del Grupo en relación con el plan anual y discutir otras materias de alto nivel que afectan la evolución del Grupo y las perspectivas.
Los miembros son:
- Julian Roberts, Jefe Ejecutivo de Old Mutual plc.[13]
- Philip Broadley, Director Financiero del Grupo Old Mutual plc.[13]
- Peter Bain, Presidente y jefe ejecutivo de Old Mutual Asset Management (US).[13]
- Andrew Birrell, Jefe de Riesgo de Old Mutual plc.[13]
- Mike Brown, Jefe ejecutivo de Nedbank Group.[13]
- Paul Hanratty, Jefe ejecutivo de Ahorro a Largo Plazo de Old Mutual plc y director de Old Mutual Sudáfrica.[13]
- Don Hope, Director de Desarrollo Estratégico de Old Mutual plc.[13]
- Don Schneider, Director de Recursos Humanos del Grupo Old Mutual plc.[13]

## Patrocinios
Old Mutual y sus subsidiarias, como Skandia y Nedbank, participan en diferentes patrocinios. Algunos patrocinios clave de Old Mutual en todo el mundo son: La Maratón de los Dos Océanos Old Mutual (Sudáfrica), El Festival Coral Nacional Old Mutual (Sudáfrica) y el Nedbank Golf Challenge (Sudáfrica). Skandia patrocina el equipo de vela británico y Old Mutual EE. UU. patrocina a Trevor Immelman, un golfista sudafricano.

## Localización de las oficinas del Grupo
La sede central del Grupo Old Mutual está localizada en la quinta planta del Old Mutual Place, 2 Lambeth Hill, London EC4V 4GG. La subsidiaria sudafricana, Old Mutual Sudáfrica, tiene sus oficinas en el 93 Grayston Drive, Sandton, Johannesburgo. Esta subsidiaria también tiene una importante oficina en Jan Smuts Drive, Pinelands, Ciudad del Cabo. También tiene oficinas menores a lo largo de todo el país.